# Katarina församling
Katarina församling är en församling i Södermalms kontrakt i Stockholms stift. Församlingen ligger på Södermalm i Stockholms kommun i Stockholms län och utgör ett eget pastorat.

## Administrativ historik
Församlingen bildades 1654 genom en utbrytning ur Maria Magdalena församling under namnet Sankta Katarina församling som namnändrades till det nuvarande 1907. 1859 utbröts Allmänna Arbetsinrättningens församling som återfördes hit 1889. 1 maj 1887 införlivades Danviksdelen av den då upplösta Danviks hospital och Sicklaö församling. 1 maj 1917 utbröts Sofia församling.
Församlingen har utgjort och utgör ett eget pastorat. Församlingen har sin hemvist i Katarina församlingshus vid Högbergsgatan 15, i ett bostadshus från 1930-talet ritat av Erik Swedlund, där man disponerar en våning.

## Areal
Katarina församling omfattade den 1 november 1975 (enligt indelningen 1 januari 1976) en areal av 1,9 kvadratkilometer, varav 1,7 kvadratkilometer land.

## Kyrkor
- Katarina kyrka
- Allhelgonakyrkan

## Kyrkoherdar
| Ämbetstid | Namn                          | Levnadstid | Övrigt                                  |
| --------- | ----------------------------- | ---------- | --------------------------------------- |
| 1654–1673 | Petrus Dieterici Arenbechius  | 1620–1673  |                                         |
| 1675–1679 | Magnus Duræus                 | 1621–1679  |                                         |
| 1681–1688 | Ericus Tilaceus               | 1633–1688  |                                         |
| 1690–1696 | Daniel Unger                  | 1647–1696  |                                         |
| 1697–1704 | Petrus Malmberg               | 1653–1710  |                                         |
| 1704–1719 | Sven Caméen                   | 1667–1729  | Senare kyrkoherde i Nikolai församling. |
| 1719–1731 | Herman Schröder               | 1676–1744  |                                         |
| 1730      | Erik Siberg                   | 1688–1746  | Utnämnd 1730.                           |
| 1731–1735 | Johan Nikolaus Pouget         | 1687–1735  |                                         |
| 1736      | Christian Törning             | 1701–1741  | Utnämnd 1736.                           |
| 1738–1746 | Olof Hökerstedt               | 1691–1746  |                                         |
| 1748–1751 | Anders Båld d.ä.              | 1679–1751  |                                         |
| 1752–1770 | Laurent Portuan               | 1701–1770  |                                         |
| 1772–1780 | Casper Wijkman                | 1718–1780  |                                         |
| 1782–1793 | Johan Brander                 | 1733–1793  |                                         |
| 1796–1809 | Erik Bergsten                 | 1747–1809  |                                         |
| 1811      | Isaac Lagus                   | 1768–1811  |                                         |
| 1813–1827 | Pehr Magnus Ruus              | 1781–1836  |                                         |
| 1828–1845 | Olof Winter                   | 1785–1845  |                                         |
| 1847–1863 | Erik Henrik Eriksson          | 1804–1863  |                                         |
| 1864      | Fredrik Wilhelm Öfwerström    | 1808–1865  | Utnämnd 1864.                           |
| 1866–1875 | Artur Eijvin Anshelm Afzelius | 1816–1900  |                                         |
| 1875–1880 | Herman Björnström             | 1839–1908  |                                         |
| 1881–1930 | Axel Landquist                | 1843–1933  |                                         |
| 1931–1946 | Carl Edquist                  | 1870–      |                                         |
| 1956–1970 | Sten Kahnlund                 | 1903–      |                                         |
| 1999–2008 | Anders Björnberg              | 1946–      |                                         |
| 2009–2019 | Olle Carlsson                 | 1955–      |                                         |
| 2020–     | Camilla Lif                   | 1967–      |                                         |

### Förste komministrar
| Ämbetstid | Namn                             | Levnadstid | Övrigt                                              |
| --------- | -------------------------------- | ---------- | --------------------------------------------------- |
| 1654–1659 | Nicolaus Martini Lang (Lång)     | –1659      |                                                     |
| 1661–1667 | Johannes Johannis Belingius      | –1667      |                                                     |
| 1668–1682 | Henrik Myrander                  | 1635–1701  |                                                     |
| 1682–1694 | Lars Nilsson Ferner              | 1650–1717  |                                                     |
| 1694–1710 | Erik Molstadius                  | 1663–1710  |                                                     |
| 1710      | Johan Segerroth                  | 1679–1711  | Utnämnd 1710.                                       |
| 1712–1721 | Nicolaus Hedenius                | –1721      |                                                     |
| 1722–1733 | Andreas Jonæ Lidbäck             | 1684–1745  |                                                     |
| 1733–1752 | Laurent Portuan                  | 1701–1770  | Senare kyrkoherde i församlingen.                   |
| 1752–1790 | Magnus Wibjörnsson               | 1712–1790  |                                                     |
| 1792–1796 | Daniel Bonnedahl                 | 1755–1796  |                                                     |
| 1799–1804 | Nils Johan Tegnander             | 1757–1804  |                                                     |
| 1805–1808 | Anders Bergegren                 | 1761–1808  |                                                     |
| 1809–1822 | Eric Johan Bergegren             |            | Senare komminister i Nikolai församling.            |
| 1822–1826 | Gabriel Lindström                | 1786–1869  |                                                     |
| 1826–1837 | Johan Fredrik Hagström           | 1791–1875  |                                                     |
| 1837–1845 | Johan Nathanael Gestrin          |            | Senare komminister i Nikolai församling.            |
| 1845–1864 | Nils Ignell                      | 1807–1864  |                                                     |
| 1866–1870 | Pehr Gustaf Fredrik von Heideken | 1830–1899  |                                                     |
| 1870–1881 | Carl Robert Lagerström           |            | Senare komminister i Jakob och Johannes församling. |
| 1882–1911 | Carl Magnus Isberg               | 1840–1911  |                                                     |
| 1913–1917 | Ernst Klefbeck                   | 1866–1950  | Senare kyrkoherde i Sofia församling.               |
| 1918–     | Albin Runo Ahlfeldt              | 1886–      |                                                     |

### Andre komministrar
| Ämbetstid | Namn                       | Levnadstid | Övrigt                                  |
| --------- | -------------------------- | ---------- | --------------------------------------- |
| 1682–1684 | Engelbrecht Rolandi Bure   | –1684      |                                         |
| 1686–1693 | Laurentius Petri Tuscierus | –1693      |                                         |
| 1695–1710 | Anders Möller              | –1710      |                                         |
| 1712–1725 | Johannes Jonæ Lexelius     | 1683–1765  |                                         |
| 1725–1727 | Zacharias Westbeck         | 1696–1765  |                                         |
| 1727–1736 | Sven Kinmarck              | –1736      |                                         |
| 1738–1742 | Lars Svanborg              | –1742      |                                         |
| 1743–1759 | Anders Vikegren            | 1706–1759  |                                         |
| 1761      | Adolf Stenhammar           | 1727–1798  | Vald 1761.                              |
| 1764–1772 | Christian Rosbeck          | 1720–1772  |                                         |
| 1773–1779 | Martin Altén               | 1729–1811  |                                         |
| 1779–1786 | Isaac Nordmark             | 1749–1823  |                                         |
| 1786–1821 | Sven Neuström              | 1749–1821  |                                         |
| 1822–1825 | Carl Johan Östrand         | 1790–1867  |                                         |
| 1825–1834 | Gustaf Eric Winquist       | 1794–1851  |                                         |
| 1834–1846 | Johan Fredrik Mützell      | 1802–1855  |                                         |
| 1847–1865 | Fredrik Wilhelm Öfwerström | 1808–1865  | Utnämnd till kyrkoherde i församlingen. |
| 1866–1868 | Fredrik Magnus Boström     | 1815–1894  |                                         |
| 1868–1874 | Eric August Norman         | 1831–1908  |                                         |
| 1874–1917 | Carl Eugéne Fristedt       | 1840–1917  |                                         |
| 1918      | Hjalmar Axel Stenberg      | 1873–1945  | Utnämnd 1918.                           |
| 1920–1931 | Carl Edquist               | 1870–      | Senare kyrkoherde i församlingen.       |
| 1932–     | Gabriel Arosenius          | 1881–      |                                         |

### Tredje komministrar
| Ämbetstid | Namn       | Levnadstid | Övrigt |
| --------- | ---------- | ---------- | ------ |
| 1926–     | Per Gyberg | 1888–1966  |        |

## Organister
Lista över organister.
| Verksam   | Namn                    | Levnadstid     | Övrigt    |
| --------- | ----------------------- | -------------- | --------- |
| 1647-1680 | Ernst Salchow           | -1680          | Organist  |
| 1664-1674 | Caspar Zellinger        | 1643/1644-1674 | Organist  |
| 1675      | Daniel Gregory          |                | Organist  |
| 1676-     | Hindrich Decker         |                | Organist  |
| 1684-1689 | Peter Vogel             | -1697          | Organist  |
| 1701-1709 | Peter Brunsberg         | -1709          | Organist  |
| -1722     | Adam Bark               |                | Organist  |
| 1722-1726 | Johan Friedrich Seliger | 1688-1753      | Organist  |
| 1741-1770 | Petter Lillström        | 1712-1777      | Organist  |
| 1770-1775 | Johan Georg Lotscher    | 1733-1805      | Organist  |
| 1801-1815 | Peter Askergren         | 1767-1818      | Organist  |
| 1816-1842 | Magnus Stenman          | 1779-1842      | Organist  |
| 1842-1880 | Johan Leonard Höijer    | 1815-1884      | Organist  |
| 1929-1964 | Gösta Hådell            | 1903-1975      | Organist. |
| 1976      | Sonny Peterson          | 1940–2019      | Organist. |

## Häxprocesserna i Katarina
Häxprocesserna i Stockholm på 1675-1676 under "det stora oväsendet", Häxprocesserna i Katarina, som resulterade i 14 döda, ägde rum i Katarina församling. De flesta som drogs in i härvan, både utpekade häxor och anklagare, bodde i några få kvarter kring Katarina kyrka.